# Avarga
Avarga (Аварга trong phương ngữ Khalkha Mông Cổ) là thảo nguyên nơi thủ đô du mục đầu tiên của đế quốc Mông Cổ đã được đặt sau Thành Cát Tư Hãn chiếm giữ lãnh thổ từ gia tộc Jurkin. Avarga nằm ở ngã ba sông Kherlen và Tsenker, thuộc tỉnh Khentii, Mông Cổ ngày nay.
Nơi ban đầu được gọi là Aurag, có nghĩa là nguồn trong tiếng Mông Cổ. Avraga hoặc Avarga nằm gần nơi gia đình của Thành Cát Tư Hãn sinh sống. Truyền thống truyền miệng duy trì rằng Börte và các thành viên khác trong gia đình tiếp tục sống ở Avarga trong cuộc xâm lược của người Mông Cổ ở Khorazm (1218-1223). Đó là một trung tâm thu gom và phân phối hàng hóa từ khắp đế chế; nhưng nó đã sớm tỏ ra quá nhỏ bé và triều đình Mông Cổ đã thành lập căn cứ Karakorum.
Dưới thời Kublai Khan và những người kế vị, nó đã trở thành một đền thờ cho giáo phái của Thành Cát Tư Hãn.